# Kapla
 (novembre 2014).
Si vous disposez d'ouvrages ou d'articles de référence ou si vous connaissez des sites web de qualité traitant du thème abordé ici, merci de compléter l'article en donnant les références utiles à sa vérifiabilité et en les liant à la section « Notes et références ».
Kapla, typographié KAPLA par l'entreprise, est une marque de jouets française créée par Tom van der Bruggen en 1987, connue pour son jeu de construction éponyme à base de planchettes en pin des Landes qu'il faut superposer les unes aux autres pour faire apparaître des constructions imaginaires. Ce jeu ne nécessite aucun système de fixation.
La marque est exploitée par Kapla France, société détenue par le créateur français d'origine néerlandaise de la marque, Tom van der Bruggen, située à Saint-Louis-de-Montferrand, en Gironde,,.

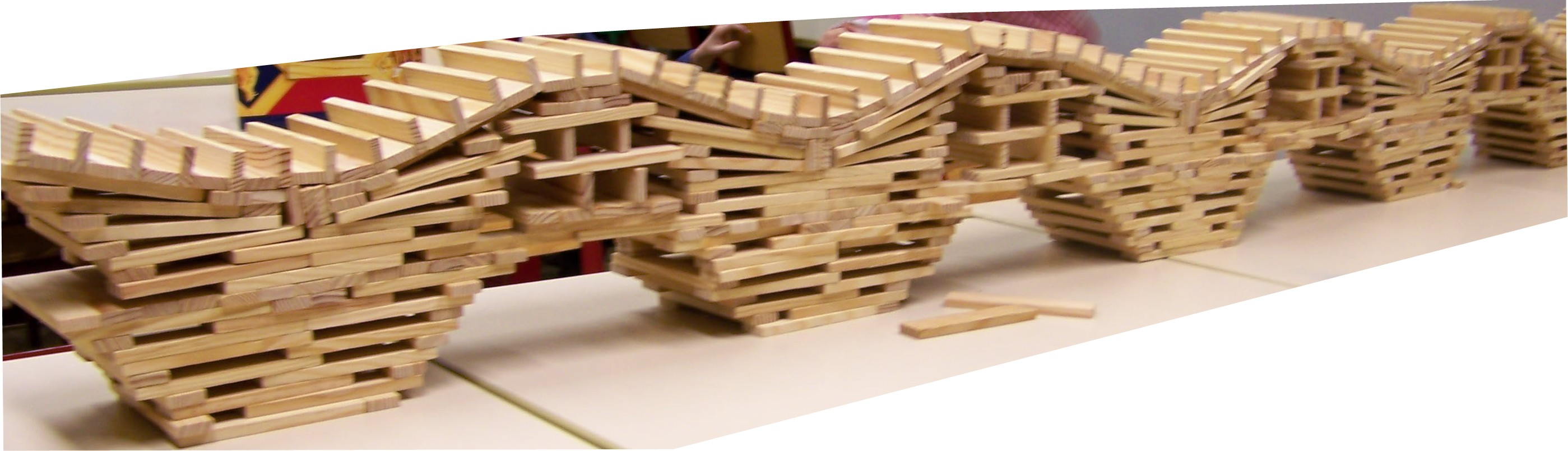
Vague en planchettes Kapla sur base de toit chinois réalisée en atelier par des enfants de 6 à 10 ans.

## Origine du nom
Le nom « Kapla » vient du néerlandais : kabouter [kabɑutər] plankjes [plaŋkjəs], signifiant « planchettes de lutins ».

## Histoire
C'est lors de la construction d'un château en pierre à proximité du village de Lincou, commune de Réquista (Aveyron), que Tom van der Bruggen, alors âgé de 25 ans, invente les planchettes Kapla. En effet, les cubes existants ne lui permettent pas de modéliser son édifice, et il remplace les cubes trop massifs par des planchettes.

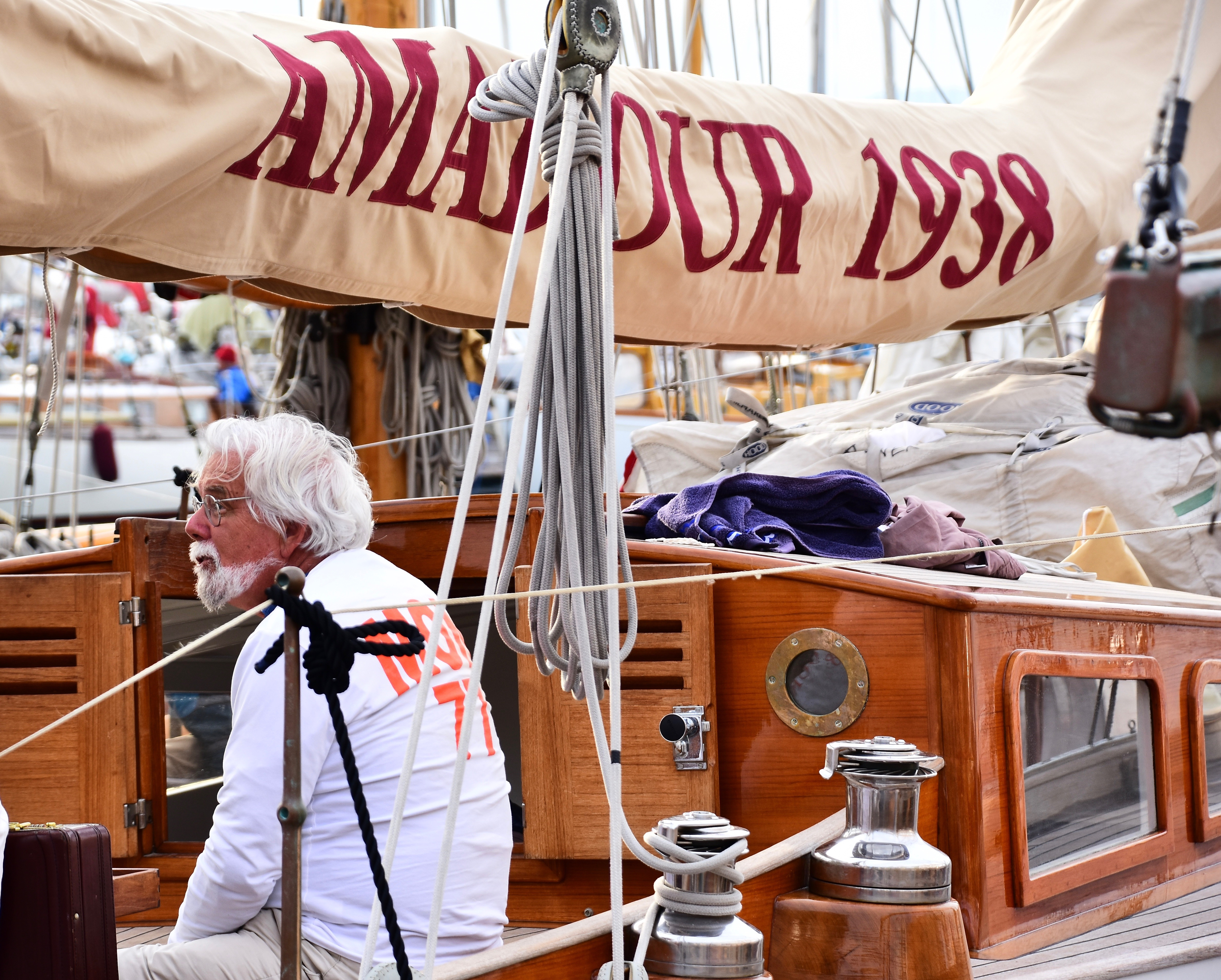
Tom van der Bruggen inventeur du Kapla à bord de son voilier Amadour

## Mesures et mathématiques
Toutes les planchettes ont les mêmes dimensions : la longueur est de 117 mm, la largeur de 23,4 mm et l'épaisseur de 7,8 mm,.
Ces mesures répondent à des règles strictes : 1 largeur = 3 épaisseurs et 1 longueur = 5 largeurs (soit 15 épaisseurs). Les proportions sont calculées sur la suite croissante des nombres 1, 3, 5.
- Représentation en trois dimensions des proportions d'une planchette

## Assemblage

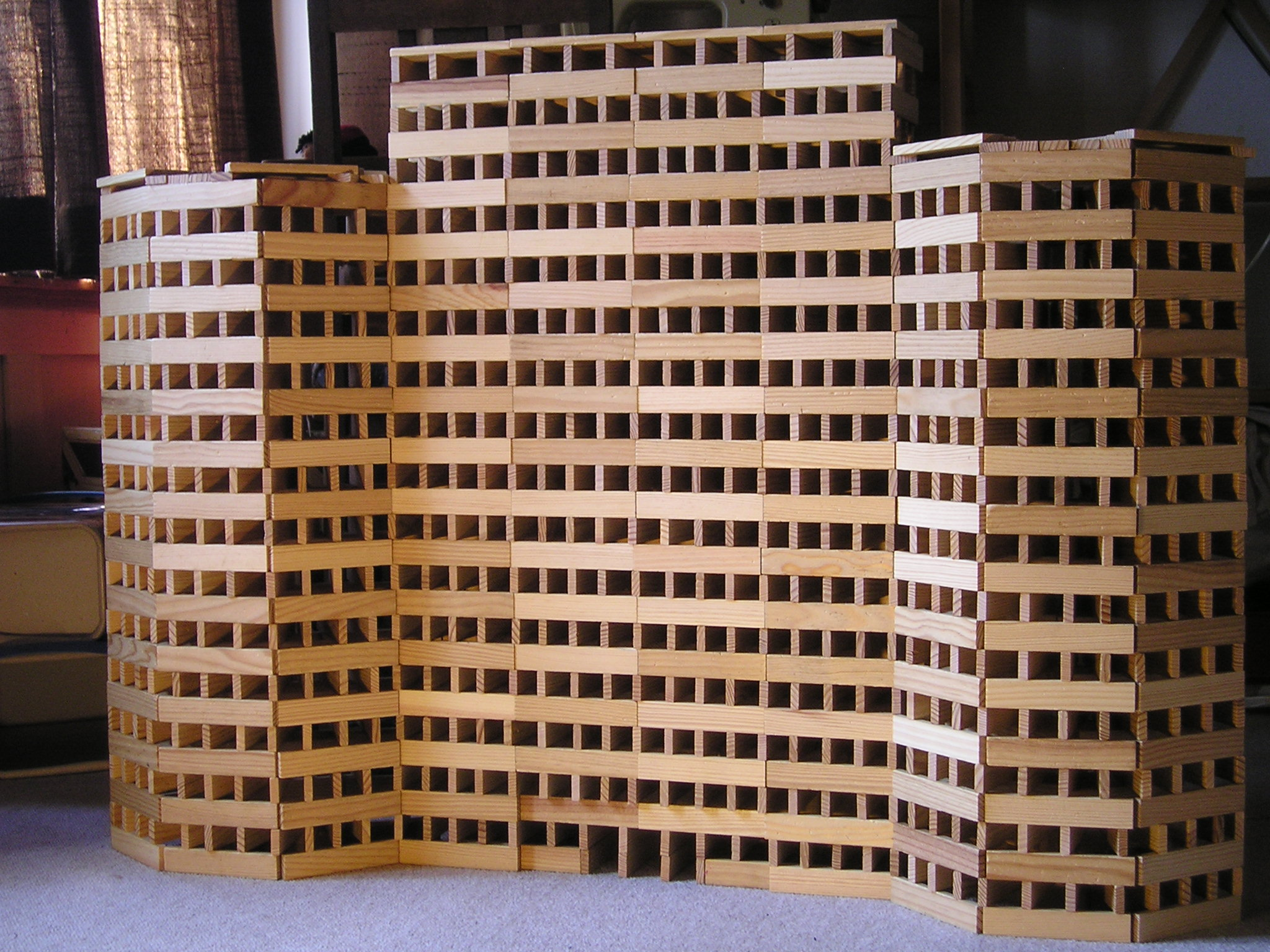
Bâtiment en planchettes Kapla

Le jeu ne nécessite aucun système d'assemblage. Il suffit de superposer les planchettes pour faire apparaître toutes sortes de constructions, même complexes. Grâce à l'équilibre et à la gravité, les constructions sont solides. On peut poser les planchettes de trois manières différentes :
- à plat ;
- sur la tranche (côté) ;
- debout (verticalement).

On considère cependant que certaines constructions (à plat) forment ces ensembles[pas clair][réf. nécessaire] : 
- empilés comme des briques : encastrement ;
- empilés comme des escaliers en colimaçon : empilage.

## Variétés

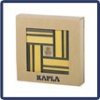
Coffret couleurs Kapla

Les planchettes sont disponibles dans différents conditionnements, en boîtes allant de 40 à 1 000 unités. Ils existent en bois brut ainsi qu'en une dizaine de couleurs.

## Constructions et art
Il existe quatre livres d'art[Lesquels ?] à la fois ludiques et pédagogiques, qui constituent une véritable source d'inspiration pour tout créateur.
Le jeu favorise l'apprentissage de la géométrie, de la physique et de la technologie, tout en initiant l'enfant au monde de l'art, à l'univers des formes et des volumes. L'enfant s'engage à réaliser, seul ou accompagné, des créations originales mais aussi exigeantes. Il choisit et agence les formes selon sa créativité. Cette activité demande à la fois rigueur et fantaisie.

## Fabrication
Les planchettes Kapla sont en partie fabriquées dans le sud-ouest de la France au siège social de Saint-Louis-de-Montferrand en Gironde; mais aujourd’hui, à cause de la forte demande internationale, la production a été partiellement délocalisée au Maroc.

## Records
Des concours sont organisés[Lesquels ?].
Un premier record de la plus haute tour en planchettes Kapla est établi le 14 mai 2016 par une équipe de Lyonnais : 18,40 mètres avec quelque 9 800 planchettes.
Cinq ans plus tard, en juin 2021, ce record est brisé par quatre scouts grenoblois de 15 à 16 ans, avec une tour de 18,76 mètres construite au Climbing Mulhouse Center. Il leur a fallu quatre jours pour bâtir cette tour avec 11 200 planchettes.
Certaines personnes ont composé des villes, comme un Néerlandais qui a reproduit la ville américaine de Las Vegas avec 21 504 planchettes.
En juin 2023, le record est de nouveau battu avec une tour de 25 mètres réalisée à Londres en quatre jours avec 96 400 planchettes.

## Galerie de photos

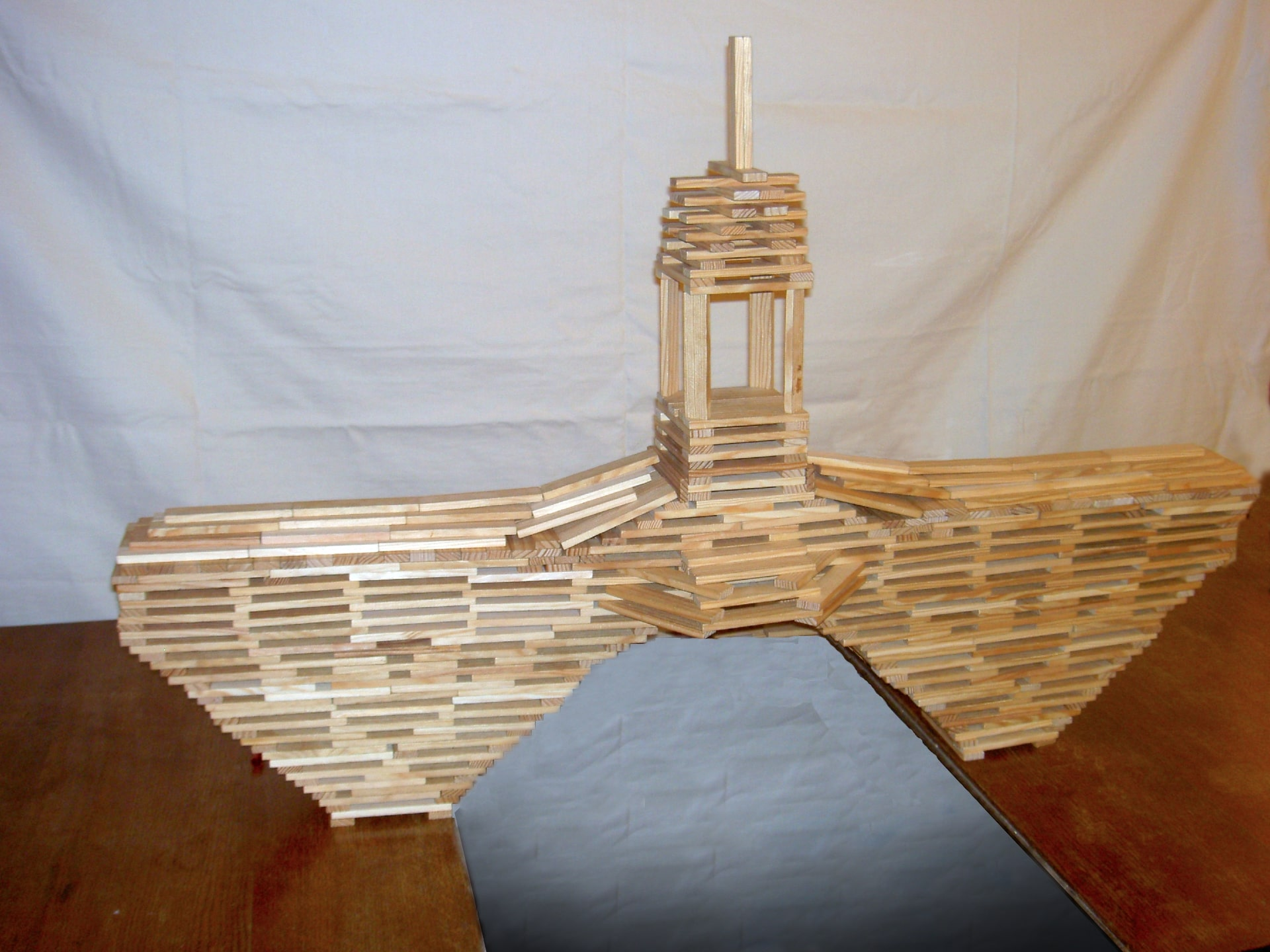
Construction en planchettes Kapla
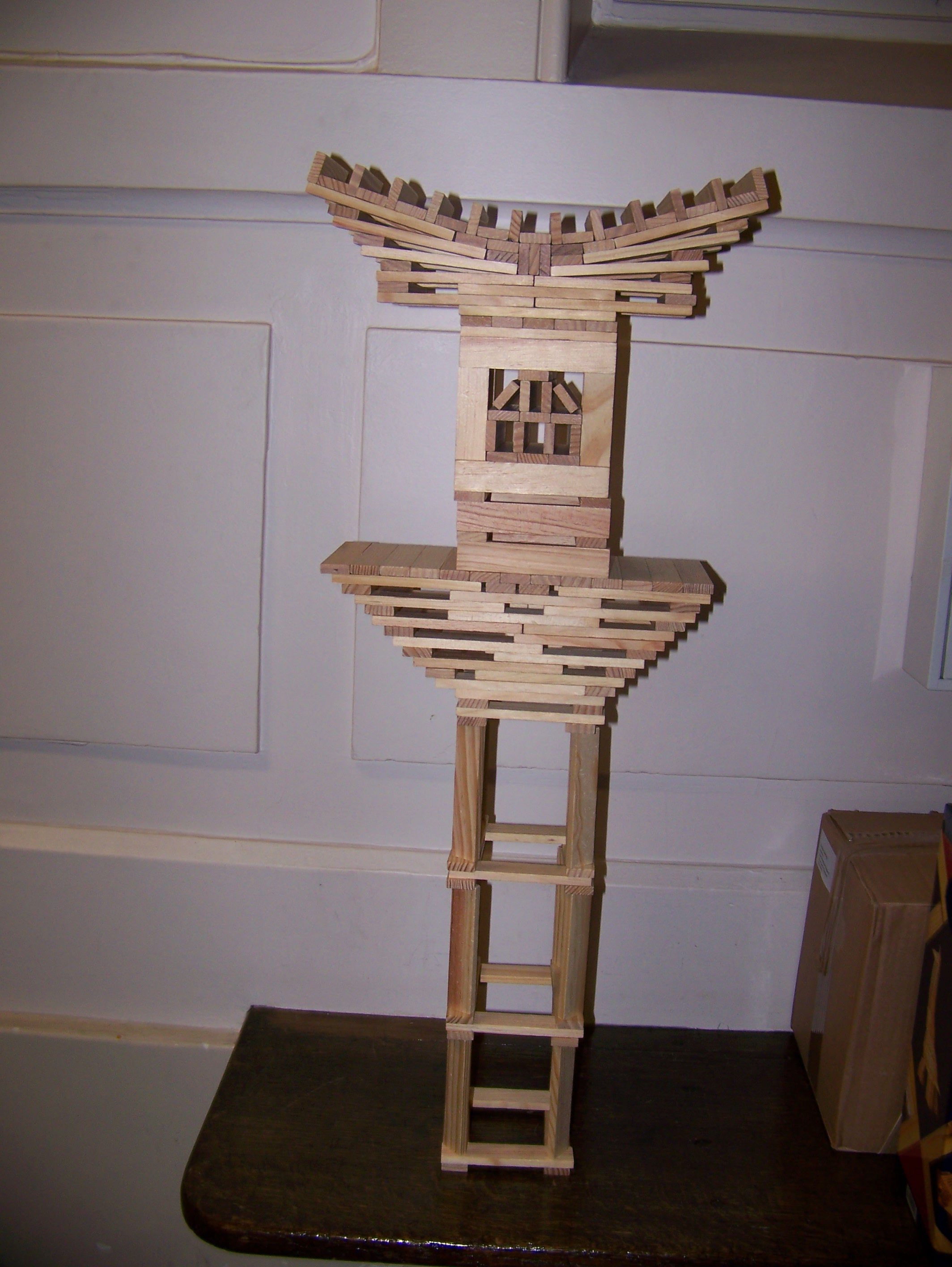
Une tour avec un toit chinois
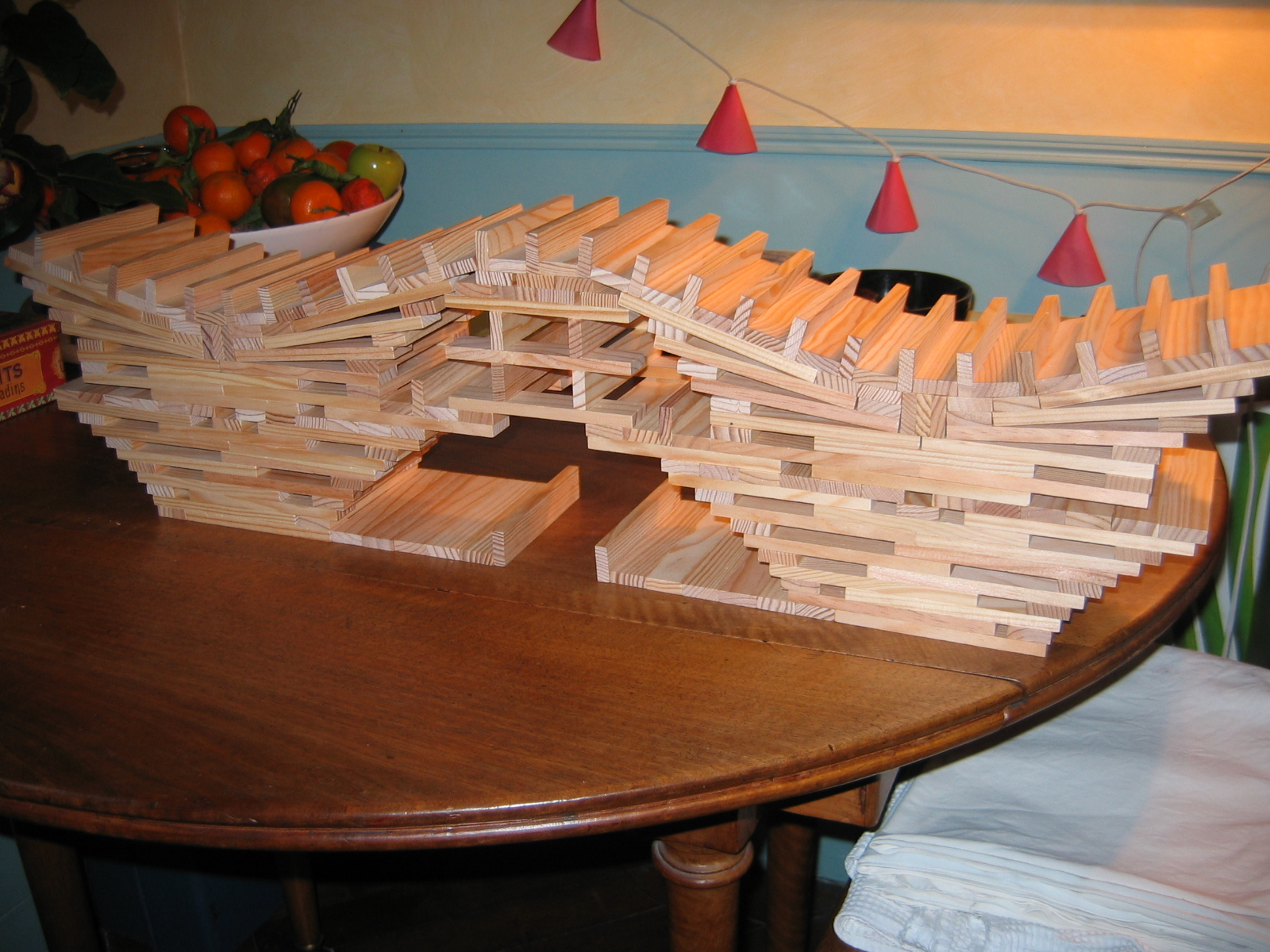
« Vague chinoise », une construction composée de deux toits chinois reliés de façon à donner cette ondulation
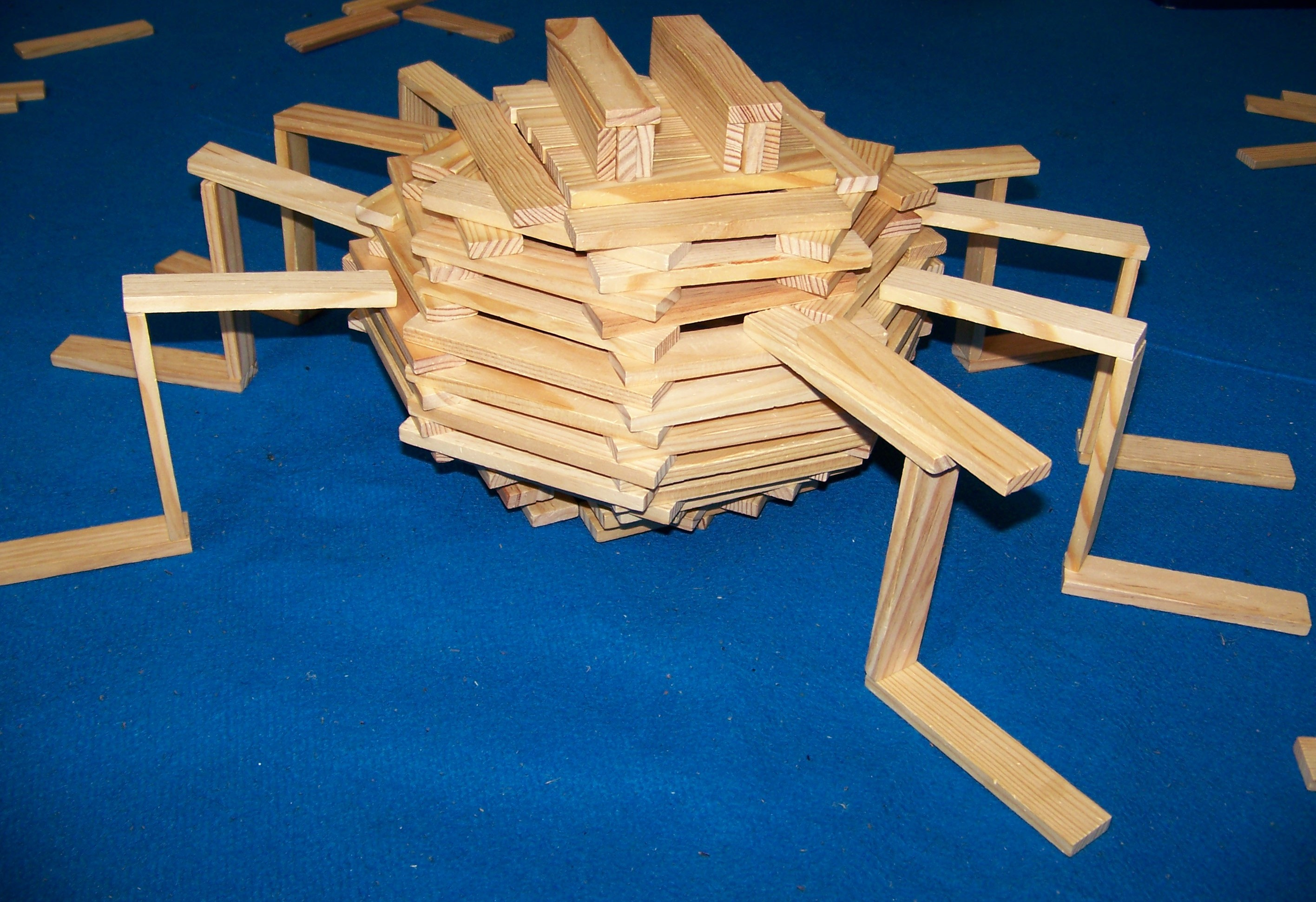
Araignée réalisée par un enfant de 8 ans à l'Atelier Bleu de Paris
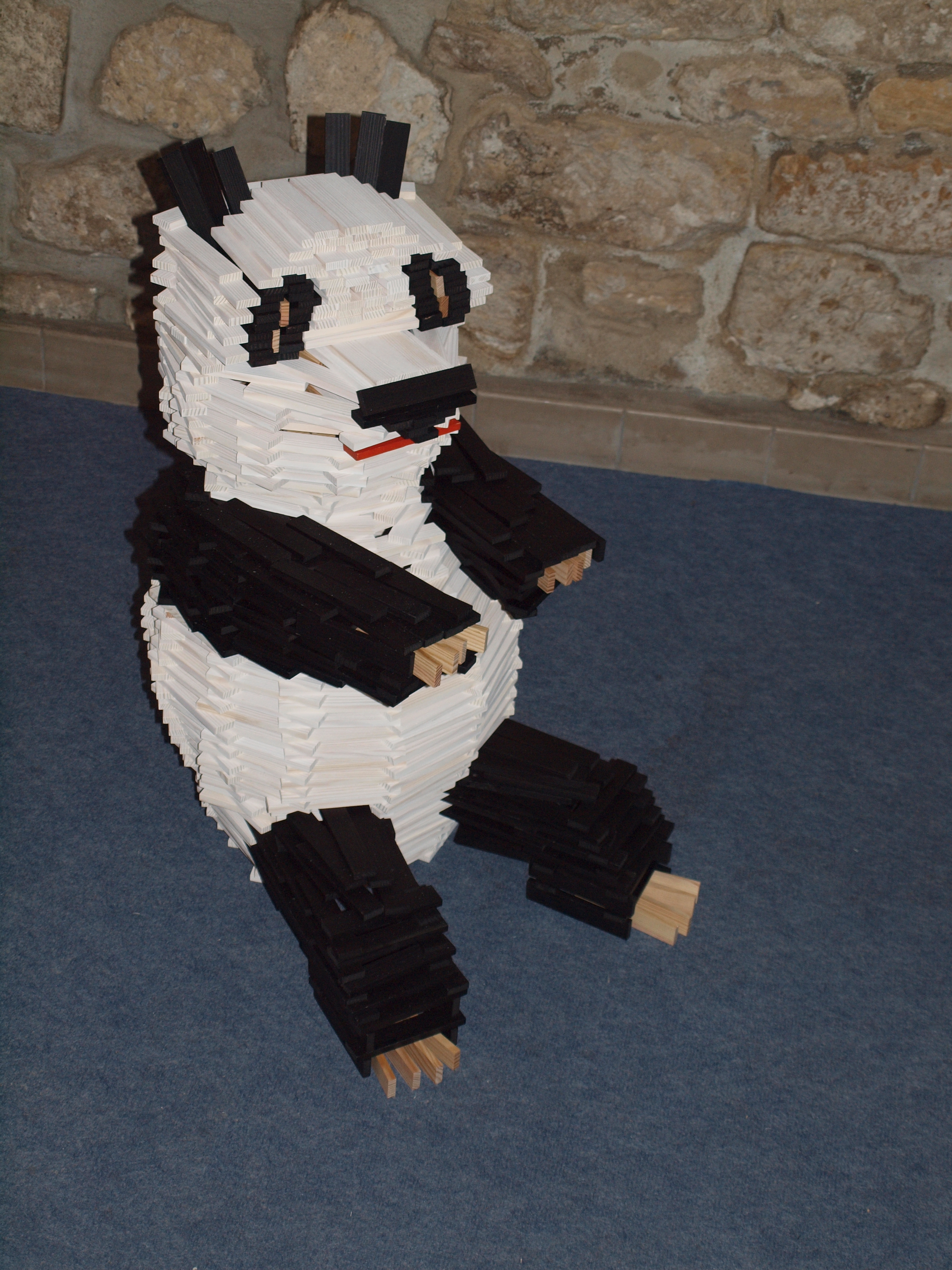
Panda réalisé par Marie-Pascale Marsaly
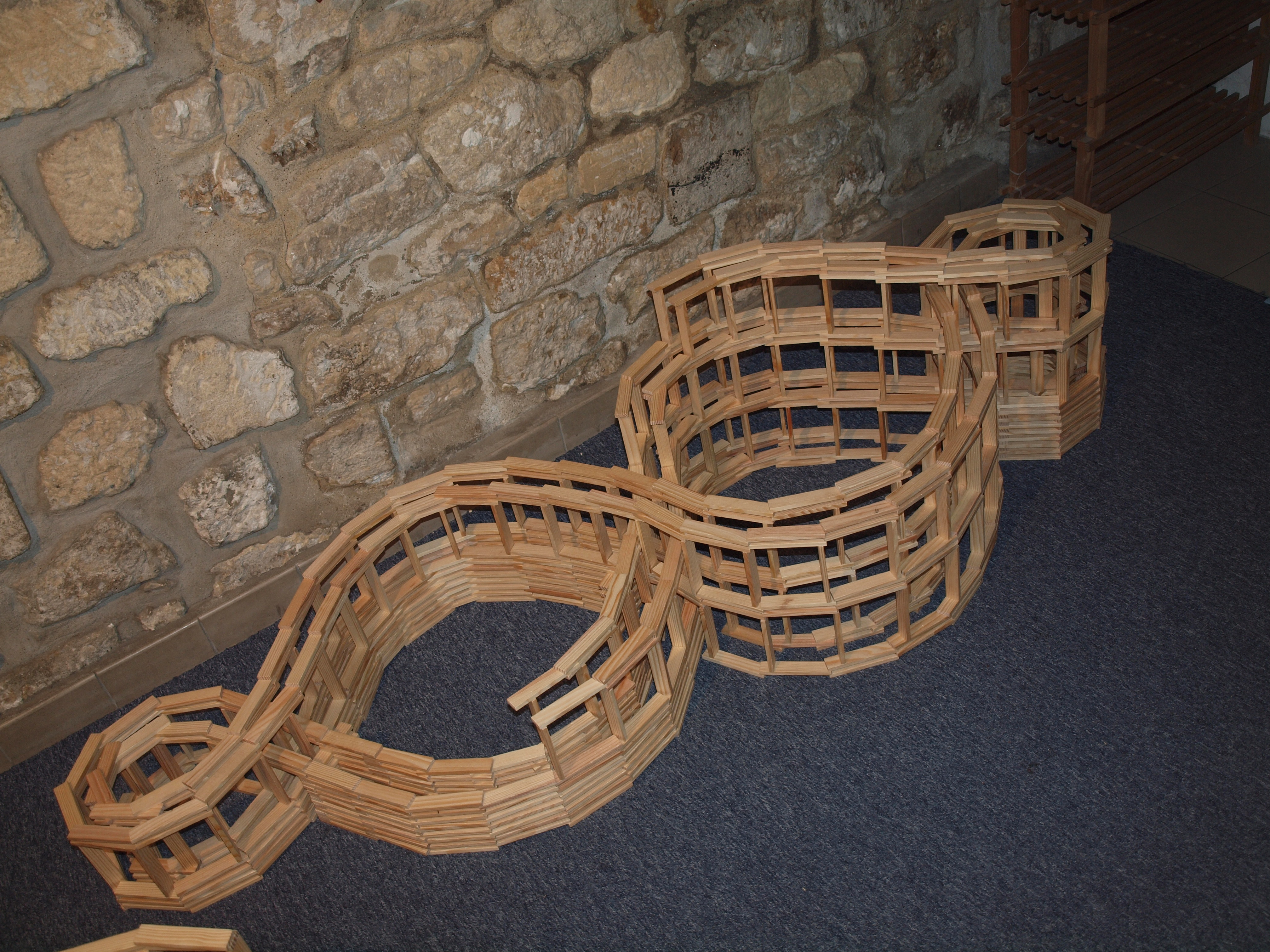
3 doubles tours de Babel entrelacées, d'après les entrelacs celtes
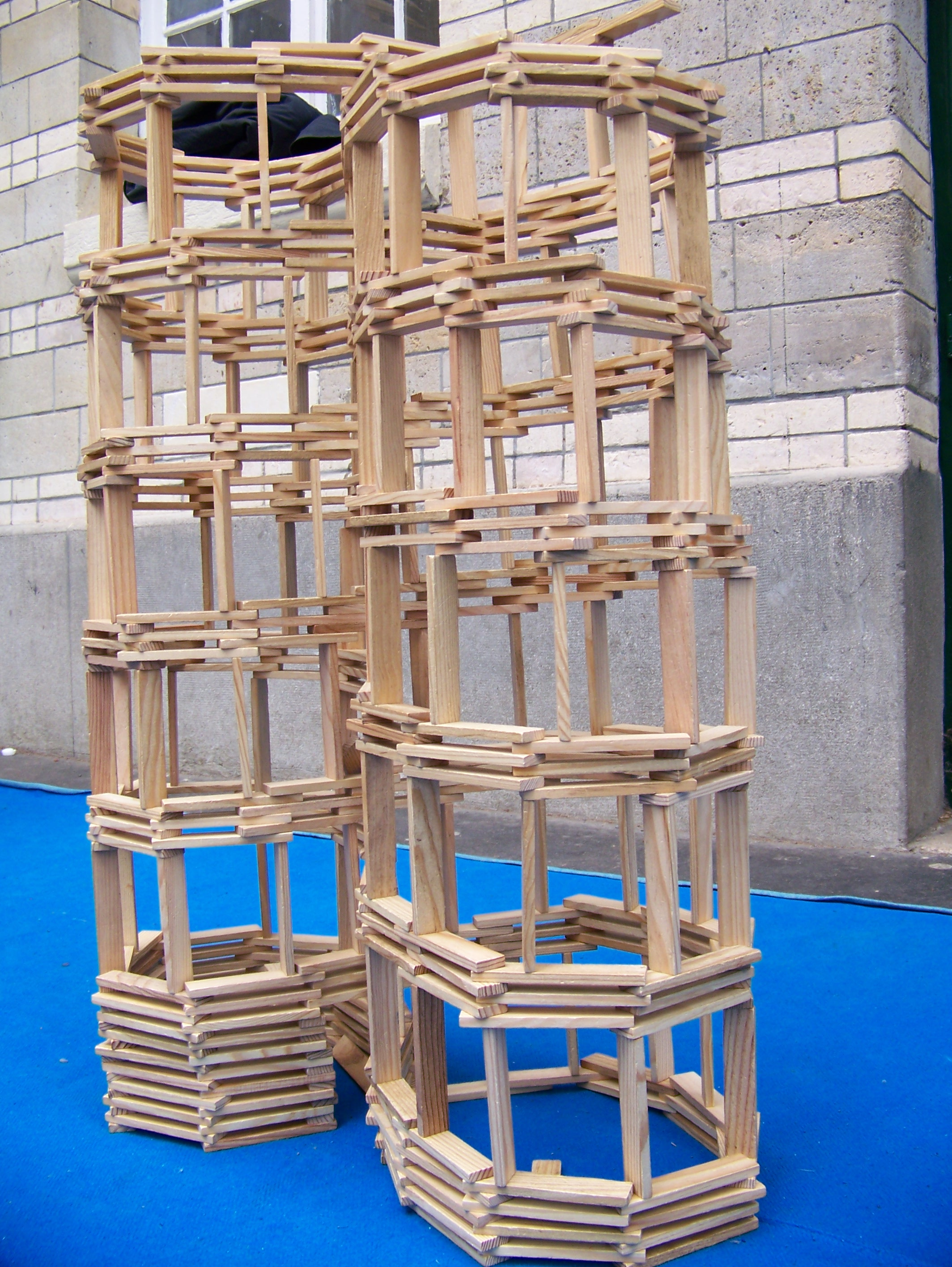
Une seule tour de Babel pincée, donnant deux « immeubles jumeaux », réalisée par 3 enfants de 7 et 8 ans à l'Atelier Bleu de Paris